# 大嘴鳥 (化石)
大嘴鳥（學名Largirostrornis）是一屬反鳥亞綱鳥類。其下只有一個物種，就是六齒大嘴鳥。它們生存於白堊紀早期。
大嘴鳥的化石包括正模及副模，都是在中國遼寧九佛堂組發現。九佛堂組屬於白堊紀早期阿普第階，約1億2000萬年前。完模標本收藏在中國北京中國科學院古脊椎動物與古人類研究所，編號IVPP 10531。
六齒大嘴鳥的軀幹比其已知的反鳥亞綱都要長。它們比尖嘴鳥稍大，頭顱骨長3.2厘米。下頜骨及前頜骨各有6對牙齒。頸椎及背椎上有很高的神經棘。